# Республика Северная Ингрия
Респу́блика Се́верная И́нгрия (фин. Pohjois-Inkerin tasavalta; Kirjasalon tasavalta) — кратковременное государственное образование на территории Карельского перешейка во время Гражданской войны в России. Была провозглашена летом 1919 года в приграничном с Финляндией районе, включающем группу деревень под общим названием Кирьясало. После заключения в 1920 году Тартуского мирного договора территория республики была возвращена РСФСР.

## История
Республика отделилась от Советской России после Октябрьской революции и управляла частью Петроградского уезда Петроградской губернии с 1919 по 1920 год. Административным центром являлась деревня Кирьясало, ныне урочище в северной части Всеволожского района Ленинградской области.
Весной 1919 года в российской части Карельского перешейка по инициативе финской секции Петроградского Губкома РКП(б) началась кампания по проведению мобилизации ингерманландского населения в Красную армию. Ингерманландское крестьянство уклонялось от мобилизации, на что власти ответили репрессиями — несколько сотен человек было арестовано, а их имущество конфисковано. Широко использовалось насильственное изъятие у крестьян продуктов питания, кроме того из Северной Ингерманландии в Новгородскую губернию было вывезено 10 000 голов крупного рогатого скота. Карательными акциями руководил начальник внутренней обороны Петрограда, латыш Я. X. Петерс.
Спасаясь от преследований жители приграничных деревень переходили на финскую территорию. Всего в районе Рауту (Сосново) и Раасули (Орехово) скопилось около трех тысяч беженцев. 10 июня жители Кирьясало на приходском собрании приняли решение защищать свои дома с оружием в руках. 11 июня группа мятежных крестьян численностью 150—200 человек захватила местность Кирьясало, состоящую из пяти близко расположенных деревень (Аутио, Пусанмяки, Тиканмяки, Уусикюля и Ванхакюля) и таможенного поста. Попытки красных пограничников выбить крестьян обратно потерпели неудачу. Фактически «Кирьясальский выступ», площадью около 30 км², находящийся в 50 километрах от Петрограда, отделился от Советской России.
9 июля в Рауту состоялось собрание беженцев, в котором приняло участие около 400 человек. На собрании был избран Временный комитет Северной Ингрии и провозглашена идея независимости. Это заявление было в первую очередь продиктовано эмоциональной реакцией на репрессии большевистского режима, так как до этого выдвигались лишь лозунги широкой национальной автономии. Собрание было объявлено высшей властью в Северной Ингерманландии, а Временный комитет Северной Ингерманландии — исполняющим функции правительства. Собрание приняло решение продолжать активную борьбу за образование самостоятельной Ингерманландии на основе права наций на самоопределение, хотя часть лидеров ингерманландцев считала, что такая цель «может обернуться бедой» и склонялась к варианту широкой национальной автономии в составе освобождённой от большевиков России. При этом политика присоединения к Финляндии решительно отвергалась, отвергались и планы взаимодействия или политических соглашений с белыми.
За недолгое время своего существования Республика Северная Ингрия смогла обзавестись всеми необходимыми государственными атрибутами: гербом, флагом, гимном, армией, флотом, военной формой, военными наградами (Крест Белой Стены и Крест Участника Освободительной Войны), судом, газетой («Кирьясалон Саномат»), почтой и почтовыми марками. После заключения в 1920 году Тартуского мирного договора территория республики была возвращена РСФСР, 6 декабря был спущен государственный флаг и в этот же день население деревни Кирьясало ушло в Финляндию. Территория бывшей республики в 1927 году вошла во вновь образованный Куйвозовский финский национальный район с центром в деревне Куйвози (с 1930 года в посёлке Токсово). В 1939 году территория была присоединена к Парголовскому району.

## Органы государственной власти
Провозглашённое высшим органом законодательной власти Собрание Северной Ингерманландии, собиралось один-два раза в месяц и состояло из делегатов, представляющих беженцев и жителей Кирьясало, а позднее и жителей деревень Северной Ингерманландии, находившихся на территории подконтрольной большевикам. Временный комитет Северной Ингерманландии действовал по директивам Собрания и должен был отчитываться перед ним в своих действиях. Выборы во Временный комитет проходили четыре раза: в июле, сентябре, ноябре 1919 года и в мае 1920.
В ноябре 1919 года, в разгар боевых действий, вся полнота гражданской и военной власти была передана командиру Северо-Ингерманландского полка Юрьё Эльфенгрену. Майское Собрание ингерманландцев из-за значительного числа делегатов с мест носило торжественный характер. Перед его началом оркестр исполнил гимн Ингерманландии. Доклады с мест звучали очень эмоционально, в них рассказывалось о репрессиях, реквизициях лошадей, угоне скота и поджогах крестьянских домов на территории подконтрольной большевикам. Доклад Временного комитета был одобрен и состоялись новые выборы. Временный комитет единогласно почти целиком был переизбран в своем прежнем составе. Председателем комитета стал Юкка Тирранен, а Юрьё Эльфенгрен вошёл в него как почётный член Собрания. На Собрании впервые присутствовали делегаты прибрежной Ладожской группы войск и деревень Северной Ингерманландии подконтрольных большевикам.
После ликвидации Республики Северная Ингрия в конце 1920 года Временный комитет распущен не был. Его правопреемником в 1924 году стал Ингерманландский комитет, образованный ингерманладскими беженцами в Финляндии.

## Население
Население республики составляли:
- жители деревни Кирьясало, около 400 человек, ингерманландцы[15]
- бойцы Северо-Ингерманландского полка, не более 2000 человек, местные ингерманландцы и 278 финских добровольцев[23]
- ингерманландские беженцы, более 10 000 человек, размещавшиеся в Кирьясало и приграничных деревнях с финской стороны границы, в основном близ железнодорожной станции Рауту. Они участвовали в выборах государственных органов республики и были подсудны по административным делам судам Республики Северная Ингрия[21].

Точное количество беженцев неизвестно, в мае 1919 года их было около 3000, затем, в августе-сентябре 1919 года в Рауту прибыло ещё 5000 ингерманландцев, однако по другим данным, только в середине августа 1919 года в Кирьясало прибыло около 7000 гражданских беженцев с различным имуществом и скотом. Отдельные группы беженцев прибывали позднее.

## Вооружённые силы

### Создание
В мае 1919 года деревня Кирьясало (ныне на территории Всеволожского района Ленинградской области) была переполнена беженцами и охранялась организованным из них ополчением. Вооружение у беженцев было разношёрстное, руководили ими свои же ингерманландцы из крестьян, бывшие унтер-офицеры и солдаты старой армии. Возглавлял их, принимавший участие в Первой мировой войне в звании прапорщика Юкко Тирранен и его брат Микко. Кроме них, руководил ополчением прапорщик Титтанен, получивший образование в Колпанской семинарии и работавший до революции корреспондентом газеты Инкери.
9 июня 1919 года состоявшееся в Рауту Собрание ингерманландцев решило организовать из беженцев, умеющих держать в руках оружие, регулярный вооружённый отряд для защиты Кирьясало. Ввиду того, что среди ингерманландцев не нашлось достаточно компетентного в военном деле руководителя, Собрание постановило подобрать на эту роль финна, приемлемого и для финского правительства и для руководства белых. С этой целью представитель Временного комитета Северной Ингерманландии по делам финансов Пааво Тапанайнен выехал в Гельсингфорс. 17 июля 1919 года он получил одобрение со стороны официальных кругов Финляндии о назначении военного руководителя ингерманландцев. Им стал подполковник Георг Вильгельм (Юрьё) Эльфенгрен, ранее служивший в русской армии.
Эльфенгрена хорошо знало население приграничной полосы. Он обладал теми качествами, которые были необходимы для командира ингерманландцев в сложившейся ситуации. С одной стороны, он должен был полностью поддерживать ингерманландцев в борьбе за свою свободу, с другой стороны, быть опытным военным, имеющим образование и боевой опыт.
Эльфенгрен лично изъявил желание стать военным руководителем беженцев и получил на это согласие П. Тапанайнена. Занять указанный пост Эльфенгрена уполномочили: главнокомандующий финской армией генерал-майор Каарло Эдвард Кивекяс, начальник Генерального штаба генерал-майор Xаннес Фердинанд Игнатиус и политик Эльмо Эдвард Кайла.
Затем он отправился в пограничный район, чтобы ознакомиться с положением дел на месте и приступить к возложенным на него обязанностям. Он посетил места расположения ингерманландцев, ознакомился с их настроениями и наиболее острыми нуждами, а также побывал на военных учениях, которые проводил Ю. Тирранен на финской территории, встретился с членами Временного комитета и детально изучил положение дел.
Численность сформированного Эльфенгреном батальона составляла около 500 человек. Он состоял из нескольких рот, количество которых менялось в зависимости от общей его численности. Обмундирование отсутствовало, люди были одеты в свою крестьянскую одежду, которая к тому же сильно износилась. Одна из рот несла дежурство по охране деревни Кирьясало. Остальные располагались на финской территории, где занимались обучением. Численно батальон понемногу увеличивался, как за счёт вновь прибывших через границу добровольцев из отдалённых деревень, так и за счёт прибывших участников боёв в Южной Ингерманландии.
В деревнях на берегу Ладожского озера крестьяне количеством 300—400 человек захватили оружие, в том числе два пулемёта. Образовавшийся отряд после боёв с красными пробился в Финляндию и попросил Временный комитет принять его под общее командование. Кроме того, пароход «Примерный», команда которого состояла из ингерманландцев, перешёл в финские воды Ладожского озера и предоставил себя в распоряжение Временного комитета. Вместе с ещё несколькими шхунами он составил флот республики.
К специальной вербовке Временный комитет не прибегал. Командование и всё делопроизводство как во Временном комитете, так и в батальоне велось на финском языке. Военное обучение осуществлялось согласно финским военным уставам. В батальоне в то время не было ни одного русского и ни одного финна кроме самого Эльфенгрена. Руководство состояло из прапорщика Тирранена, к которому позднее присоединились два прапорщика из Южной Ингерманландии. Личный состав состоял из бывших унтер-офицеров и рядовых солдат, в основном крестьян, не имевших боевого опыта.
17 июля Эльфенгрен заключил устное соглашение о своём вступлении в должность, а 24 июля 1919 года он был официально утверждён Временным комитетом на своем посту.

### Летнее наступление
26 июля Эльфенгрен отдал приказ о наступлении. Северо-Ингерманландский батальон начал движение по двум направлениям: на юг в сторону Лемболово и на восток на Никулясы. Позднее Эльфенгрен скажет, что начать выступление его заставили слухи о готовящихся большевиками репрессиях против жителей Северной Ингерманландии.
Основные силы ингерманландцев, обойдя с запада Лемболовское озеро, опрокинули заставы у Коркеамяки, Термолово, Мустолово и Кайдолово и вынудили пограничные части красных отойти. Северо-Ингерманландский батальон вошёл в Лемболово и разгромил местный Совет, а в деревне Накколово был окружён штаб 3-го пограничного батальона. К востоку от Лемболовского озера ингерманландцы, обойдя с флангов пограничные части, вынудили их к отходу на Васкелово и захватили деревни Коросары, Соелово, Катумы. 28 июля другой отряд, наступавший вдоль побережья Ладожского озера, занял Верхние и Нижние Никулясы.
30 июля были заняты деревни Перемяки и Путкелово. В захваченных деревнях бойцы расправлялись с должностными лицами и сторонниками советской власти. Были расстреляны 25 пленных красноармейцев. Причём с обеих сторон воевали исключительно ингерманландцы. Отношение местного населения к «освободителям» не было единодушным: часть жителей поддержала их (к повстанцам примкнули около 200 местных жителей), другие отнеслись враждебно, во всяком случае, Эльфенгрен не получил той массовой поддержки, на которую он рассчитывал. Не оправдался и его расчёт на то, что регулярные финские войска поддержат его рейд.
Выступление 580 плохо вооружённых повстанцев не достигло своих целей. На несколько дней в их руках оказалась почти вся пограничная полоса. Однако после того, как красные перебросили подкрепления, повстанцы отступили, сохранив за собой Кирьясальский выступ.
Бои разгорелись и на побережье Ладожского озера, на землях лютеранского прихода Миккулайнен. Небольшая группа повстанцев, действовавшая автономно от основных сил, пополнилась местными жителями и оказала серьезное сопротивление превосходящим силам красных. Приграничные деревни несколько раз переходили из рук в руки. Красные вынуждены были направить из Шлиссельбурга к берегу Ладожского озера два миноносца, которые обстреляли из артиллерии прибрежные деревни, высадили десант и заняли Никулясы.
Эльфенгрен рассчитывал на то, что его наступление вызовет народное восстание в приграничных деревнях, однако позиция большинства населения осталась выжидательной. На результатах сказалось и то, что Эльфенгрен не получил ожидаемой помощи от правительства Финляндии, которое объявило действия Эльфенгрена провокацией. Кроме того, сказались действия командира финской 2-й дивизии генерал-майора Чеслова, который закрыл границу и не стал помогать ингерманландцам.
2 августа Эльфенгрен был отстранён от командования. Временный комитет предложил на пост командира батальона лейтенанта Юкку Тирранена, но он в тот момент был болен. На его место 6 августа был назначен финский офицер, лейтенант Элья Рихтниеми.
Министр иностранных дел Финляндской республики Э. Р. Холсти предложил арестовать Эльфенгрена за причинённые Финляндии неприятности на международном уровне. В финских газетах было опубликовано официальное сообщение о том, что финское правительство не имеет к данному выступлению никакого отношения. С советской стороны на основании приказа комитета обороны за № 44 от 6 июля 1919 года, в Северной Ингерманландии была организована Чрезвычайная Комиссия, «…чтобы обеспечить тыл Карельского участка фронта (произвести выселения, чистку, облавы для изъятия оружия и т. п.)». Десятки местных крестьян были взяты в заложники, расстреляны или отправлены в концлагеря.
В течение лета-осени 1919 года Юрьё Эльфенгрен налаживал контакты с представителем Н. Н. Юденича в Финляндии генералом А. А. Гулевичем и главой Северо-Западного правительства С. Г. Лианозовым. Серьёзная финансовая помощь со стороны белых позволила создать госпиталь, улучшить довольствие и ввести собственную военную форму, которая значительно отличалась от финского и русского образцов.
Состав Северо-Ингерманландского батальона на 18 августа 1919 года насчитывал 799 человек. Затем батальон был преобразован в полк и осенью 1919 года насчитывал уже более полутора тысяч человек. Полк принёс утверждённую Временным комитетом присягу и в торжественной обстановке получил полковое жёлто-сине-красное знамя.
Ввиду увеличения численности полка, произошли организационные перемены. Отдельно действовавшие роты были объединены в два самостоятельных батальона и, кроме того, были сформированы отдельная пулемётная команда, учебная команда для подготовки командного состава и команда связи. Были созданы хлебопекарни, различные мастерские, а также свой военный музыкальный оркестр. Чтобы не разбрасываться по мелким деревням пограничной области и сохранить отряд сосредоточенным, один батальон под руководством Тирранена базировался в Кирьясало, другой батальон, хозяйственная часть и Эльфенгрен находились в финской деревне Раасули (современное Орехово). У побережья Ладожского озера располагался третий батальон. Устроившись на новых местах, полк наладил телефонную связь с Кирьясало и Рауту.
В это же время в деревне Раасули стали появляться финские добровольцы, как из офицеров или унтер-офицеров, так и из рядовых и даже штатских. Узнав об участии Эльфенгрена в ингерманландской кампании, пришли многие его однополчане, однако, ссылаясь на имеющееся распоряжение, Эльфенгрен упорно отклонял просьбы о приёме в отряд лиц неингерманландской национальности.

### Осеннее наступление
По одним данным 10 октября 1919 года по просьбе Временного комитета Эльфенгрен вернулся на свой пост. По другим данным 6 октября Временный комитет Северной Ингерманландии вновь избрал Эльфенгрена командиром полка, а 15 октября финские военные власти утвердили это назначение. Для налаживания штабной работы и службы в полку на должность начальника штаба был приглашён его младший брат Евгений-Владимир Эльфенгрен, майор, командир батальона инженерных войск в Миккели.
Новое наступление ингерманландцев, начавшееся 21 октября (по другим данным 22 октября), планировалось совместно с Юденичем. Кульминацией его должно было стать взятие Токсова — культурного и экономического центра Северной Ингерманландии. При штабе Эльфенгрена в качестве наблюдателей находились четыре офицера Северо-Западной армии.
План наступления был разработан Эльфенгреном совместно с Ю. Тирраненом и А. Титтаненом. 1-й и 2-й батальоны полка, сосредоточенные в Кирьясало, под командованием ротмистра Эркки Вармавуори и егерь-лейтенанта Оскара Карлссона, должны были продвигаться в лемболовском направлении. 1-й батальон через деревни Мустолово и Лемболово, а 2-й через лемболовский пасторат. 3-й батальон, находившийся в Таннари на побережье Ладожского озера на финской стороне границы, должен был наступать в направлении Нижних и Верхних Никуляс. Таким образом Лемболовское озеро охватывалось с двух сторон. Затем наступающие должны были с обоих направлений выйти к железнодорожной станции Грузино.
На втором этапе наступления ставилась задача занять Токсово. Эльфенгрен поручил двум бойцам своего полка Томасу Маркку и Акселю Саволайнену водрузить ингерманландский флаг на вершине Понтусовой горы в Токсово.
22-23 октября основные силы под командованием Ю. Тирранена заняли Коркиамяки, Кайдолово, Лемболово и Керро, затем захватили Гарболово, вышли к железной дороге и атаковали станцию Грузино. Красноармейцы, оборонявшие станцию, отступили. В это же время 3-й батальон, наступавший вдоль ладожского побережья, занял Никулясы, Нясси и Волоярви, продвинулся до Тозерово и оттуда повернул направо, стремясь также выйти к железнодорожной линии. Достичь намеченной цели он не смог, встретив сильное сопротивление и израсходовав боезапас. Кроме того к нему пристала масса невооружённых гражданских лиц, скрывавшихся от большевиков в лесах.
Одной из первых в бой с ингерманландцами вступила рота «красных финнов», которая была переброшена по железной дороге на станцию Пери. На короткое время ингерманландцам удалось захватить станцию Грузино. Но затем прибыл отряд рабочих Шлиссельбургского порохового завода, которым командовал член Военного совета Петроградского укреплённого района И. П. Жук и бронепоезд. В самом начале боя у станции Грузино И. П. Жук погиб, однако части Эльфенгрена дальше продвинуться не смогли.
Северо-Ингерманландскому полку противостояли уже регулярные силы Красной армии. Со стороны финских войск наступление полка снова не получило поддержки. Обещанный финнами эшелон с артиллерией и боеприпасами был задержан и в Рауту не прибыл. Помощь Генерального штаба Финляндии ограничилась передачей военно-топографических карт.
В количественном отношении Красная армия значительно превосходила силы ингерманландцев, а также имела артиллерию и два бронепоезда. Отбив станцию Грузино красные развернули наступление. Некоторые деревни по нескольку раз переходили из рук в руки. С жестокими боями, испытывая сильный недостаток боеприпасов 3 ноября 1919 года Северо-Ингерманландский полк отступил в Кирьясало.
5 ноября состоялось совещание штаба в Раасули. Было решено после получения боеприпасов начать новое наступление. Для этой цели были собраны все разбросанные остатки полка численностью около 1000 человек и 16 пулемётов. Кирьясало было укреплено окопами и проволочными заграждениями. Железнодорожный путь Рауту — Раасули был демонтирован. Однако несмотря на многочисленные пограничные стычки в ноябре 1919 года, третьего широкомасштабного наступления не произошло.

### Расформирование
К январю 1920 года численность полка сократилась до 1728 человек.
К февралю 1920 года в полку насчитывалось 1667 человек. 12 февраля 1920 года Юрьё Эльфенгрен оставил свой пост. Временный комитет Северной Ингерманландии торжественно вручил ему Крест Белой Стены. Государственный совет Финляндии утвердил условия содержания полка и месячное денежное содержание, но при этом полк должен был помогать финским властям в охране границы.
16 марта 1920 года военное министерство Финляндии заменило Тирранена майором Альфредом Вансаненом из Саволакского егерского полка. Ингерманландцы были утомлены тяготами военной жизни. Многие начали подумывать о возвращении в родные деревни. В результате возникли проблемы дисциплинарного характера, возрос поток дезертиров. В ротах стали появляться большевистские настроения.
В мае 1920 года численность полка сократилась до 1420 человек.
В июне 1920 года новый комендант пограничного района Карельского перешейка егерь-полковник Эрик Хенрике предложил военному министру Финляндии удалить полк на финскую сторону, а затем распустить. Летом 1920 года в полку оставалось 813 человек личного состава. Государственный совет Финляндии принял решение распустить Северо-Ингерманландский полк, заменив его регулярными финскими частями.
6 июля полк был преобразован в Северо-Ингерманландский особый батальон, насчитывающий четыре роты и пушечную батарею. Батальон должен был нести пограничную службу, вступать в боевые действия он мог теперь только по приказу Верховного главнокомандующего Финляндии.
28 сентября командиром батальона был назначен егерь-капитан Юсси Сихво. Во второй половине сентября численность батальона сократилась до 418 человек. К концу 1920 года ингерманландцы несли пограничную службу на шести сторожевых и четырёх передвижных постах, артиллерийская батарея была упразднена.
6 декабря Северо-Ингерманландский батальон провёл последний парад в Кирьясало. После походного богослужения в 9 часов 48 минут капитан Юсси Сихво отдал Северо-Ингерманландскому батальону исторический приказ — марш на финскую сторону. В Финляндию ушли и 348 мирных жителей Кирьясало со скотом.
- Отдание воинских почестей ингерманландскому флагу на прощальном параде в Кирьясало 06.12.1920 г.

16 декабря 1920 года в Валкъярви на прощальном параде на льду озера, был зачитан приказ министра обороны Финляндии Бруно Яландера о расформировании Северо-Ингерманландского особого батальона.

## Флаг Республики Северная Ингрия
Флаг создал капитан Ээро Илмари Хаапакоски (E. I. Haapakoski) в начале 1919 года для Западно-Ингерманландского полка, который вместе с Северо-Западной армией принимал участие в двух наступлениях на Петроград. Флаг практически сразу стал восприниматься всеми как национальный символ ингерманландских финнов. В июне 1919 этот флаг был поднят в качестве государственного в Республике Северная Ингрия. 8 сентября 1919 года знамя было освящено.
После заключения Тартуского мира, 6 декабря 1920 года флаг со скандинавским крестом был торжественно спущен и вывезен в Финляндию. 21 марта 1921 года, на внеочередном заседании Временного комитета Северной Ингерманландии, были официально утверждены размеры и цвета (жёлтый, синий, кирпично-красный) флага, а также его новый статус: национальный флаг ингерманландских финнов.
- Э. И. Хаапакоски
- Пропорции ингерманландского флага

## Герб Республики Северная Ингрия
Герб также был создан Э. И. Хаапакоски в начале 1919 года. На его основе были созданы нарукавные нашивки бойцов Северо-Ингерманландского полка. Упрощённый вариант герба размещался в центре государственных наград и на почтовых марках Северной Ингрии достоинством 5 и 10 пенни.
- Нарукавная нашивка
- Герб Северной Ингрии
- Марка с гербом

## Государственные награды
Для поднятия морального духа бойцов Временный комитет Северной Ингрии учредил за отличие в деле национального освобождения Ингерманландии свои ордена и медали.
Первая из наград — Ингерманландский Крест Белой стены, имел размер в ширину и высоту 45 мм. В центре креста размещался рельефный герб Ингерманландии. Крест имел две степени: золотую и серебряную. Золотым крестом награждался командный состав, серебряным — рядовой. Вторая награда — Ингерманландский Крест Белой стены за особые заслуги. По форме она напоминала первую награду, только дополнительно имела венок из листьев белого металла. Этот крест вручался командному составу. Третья награда — Ингерманландский Крест Белой стены за мужество. Он имел кроме венка ещё накладные бронзовые мечи, направленные остриями вверх. Крест за мужество носился на жёлто-сине-красной ленте, национальных ингерманландских цветов. Вместо креста допускалось ношение одних бронзовых мечей.
Данные кресты были учреждены 16 ноября 1919 года после осеннего наступления на Карельском перешейке. Комитет дал право командирам подразделений самостоятельно награждать особо отличившихся, оставив за собой право утверждать списки награждённых. Кресты выдавались без денежного вознаграждения и без удостоверения.
Одновременно с орденами был учреждён Знак участника Освободительного движения Ингерманландии, имеющий форму чёрного чеканного креста, высотой и шириной 28 мм. По горизонтали были нанесены цифры 1919 и 1920, вверху и внизу — надписи места боёв с большевиками: Юхимяки (Форт Красная Горка), Копорье, Кирьясало и Никулясы. Знак имел накладной ингерманландский герб в обрамлении пушечных снарядов и лиловых языков пламени и носился на жёлто-сине-красной орденской ленте. Этот знак выдавался с удостоверением. Кроме того, все финны-добровольцы получили Военный Крест соплеменника.
- Ингерманландский Крест Белой стены
- Знак участника Освободительного движения Ингерманландии

## Судебная система
В республике существовало своё судопроизводство. Уголовные преступления по фактам, имевшим место на финской территории в отношении ингерманландцев, были подсудны и рассматривались финскими судами, все же остальные дела, а также уголовные преступления, совершенные вне границ Финляндии, были подсудны собственным ингерманландским судам, установленным Временным комитетом.
Суды состояли из коллегии в шесть человек, пять из которых были выборные крестьяне из тех деревень, в которых было совершено преступление и один являлся избранным или назначенным представителем Временного комитета. Суды имели инструкцию, — при определении степени виновности руководствоваться прежде всего следующим: причинен ли обвиняемым вред населению или делу самоопределения Северной Ингрии, и в какой степени, особенно, если речь шла о таких преступлениях, как убийство, ограбление, поджог, воровство, провокаторство или шпионаж. Политические взгляды обвиняемого при наличии этих преступлений не учитывались. Так как в коллегии было шесть членов и все они имели по равному голосу, представитель Временного комитета имел право утверждать постановления суда лишь при образовавшемся большинстве голосов. Если голоса разделялись поровну, то вопрос передавался на разрешение Временному комитету.
Созданные суды явились подобием тех судов присяжных, которые существовали в царской России и в Великом княжестве Финляндском. Никаких особых военных судов у ингерманландцев не создавалось. Упомянутые суды действовали и во время военных действий с той лишь разницей, что при разделении голосов в суде поровну вопрос в условиях походной обстановки передавался не комитету, а лично командиру Северо-Ингерманландского полка Юрьё Эльфенгрену.
Политическая месть, по решению Временного комитета и военного командования, считалась недопустимой и, принимая во внимание повышенную озлобленность политических противников, строго преследовалась. В соответствии с этим принадлежность к какой-либо партии, например к большевикам, не считалась за преступление. Арестованных большевиков рассматривали, как военнопленных и отправляли в тыл, где они содержались на положении военнопленных без каких-либо репрессий по отношению к ним.

## Социальная инфраструктура
Весной 1919 года для беженцев в Рауту был налажен постоянный приём в небольшом лазарете у специально присланного для ингерманландцев финского врача. В батальонах были сформированы свои амбулатории и несколько перевязочных пунктов. У границы в деревне Раасули, где было главное средоточение ингерманландцев, также была открыта амбулатория.
Американский Красный Крест прислал беженцам продовольствие, а также открыл в Рауту детский дом для детей, потерявших родителей. Затем прибыл отряд русского Красного Креста, которому местными властями под госпиталь было отведено вновь построенное двухэтажное казённое здание на станции Рауту. Деятельность госпиталя под патронажем русского Красного Креста была согласована на международном уровне с финским Красным крестом.
Несмотря на трудности, Временному комитету удалось организовать несколько ингерманландских школ, обеспечить их оборудованием и бесплатными учебными пособиями. Ввиду большого количества крестьянского скота очень остро стоял вопрос о снабжении населения фуражом. Его удалось решить за счёт местных резервов, что позволило крестьянам не продавать скот. Топливный и дровяной вопросы также нашли решение. При Северо-Ингерманландском полку были созданы столярные, портняжные и сапожные мастерские, а также несколько кузниц. Для женщин были учреждены артели шитья и вязания.

## Почтовые марки Республики Северная Ингрия
В 1920 году в Кирьясало была организована самостоятельная почтовая служба, признанная Всемирным почтовым союзом и были эмитированы две серии почтовых марок Республики Северная Ингрия, которые использовались в местном почтовом обращении и переписке между ингерманландскими войсками на фронте и их семьями в Финляндии. Инициатором выпусков был подполковник Юрьё Эльфенгрен.
Марки были сконструированы по образцу финских, но посредине, вместо финского льва, присутствовал герб Ингерманландии, а сверху надпись по-фински: «Северная Ингерманландия». Почтовые марки Северной Ингерманландии были отпечатаны в Выборге и появились вместе со штемпелями на ингерманландской почте. С появлением в начале весны 1920 года этих марок серия была быстро раскуплена коллекционерами. Автором первой серии был финляндский лейтенант Франс Камара (фин. Frans Kamara).
Автором второй серии был Густав Нимайер (нем. Gustav Niemeyer) из Германии. В ней, кроме герба Ингерманландии, использовались сюжеты из крестьянской жизни. Всего марок было выпущено 1,5 млн штук, номинальной стоимостью 1 300 000 финских марок. Марки, кроме статьи дохода, имели и пропагандистское значение: они способствовали популяризации идеи независимой Ингерманландии. В настоящее время эти марки имеют хождение на рынке филателии. Две серии северо-ингерманландских марок составляют память о единственной предпринятой ингерманландцами попытке самоопределиться.

## СМИ
Была в республике и своя периодическая печать.
Газета «Ингерманландские известия» выходила с апреля 1920 года и печаталась сначала в Выборге, а затем в типографии одной из местных газет в Кякисалми. Вскоре она была переименована и стала называться «Кирьясальские известия» (фин. Kirjasalon Sanomat). Под этим названием в 1920 году вышло 34 номера газеты. Редактором газеты был уроженец деревни Кавголово Антти Титтанен (1890—1927) — журналист, член Временного комитета Северной Ингерманландии, ответственный за внешние связи. Материалы для газеты составляли в основном статьи и заметки местных ингерманландцев, а также журналистов Каарло Стендаля и С. Термонена. Газета пользовалась популярностью, в ней имелись все разделы, присущие местной прессе. Газета выходила раз в неделю. Население республики получало газету бесплатно.
Кроме того, печатными органами, выражавшими интересы ингерманландцев, была газета «Нарвские известия» (фин. Narvan Sanomat), выходившая летом 1919 года в Нарве под руководством Каапре Тюнни, и праздничная газета «Ингерманладское рождество» (фин. Inkeriläisten Joulu).

## Председатели Временного комитета
- 9 июля 1919 — сентябрь 1919 — Сантери Термонен
- 14 сентября 1919 — ноябрь 1919 — Юхо Пекка Кокко
- 16 ноября 1919 — май 1920 — Юрьё Эльфенгрен
- Июнь 1920 — 6 декабря, 1920 — Юкка Тирранен